# Bohemon VII d'Antioquia
Bohemon VII d'Antioquia i IV de Trípoli (1261 - 19 d'octubre de 1287) va ser comte de Trípoli i nominal príncep d'Antioquia des del 1275 fins a la seva mort. L'única part que quedava del que havia estat el gran Principat d'Antioquia era el port de Latakia. Va passar gran part del seu regnat en guerra amb els templers (1277-1282).

## Biografia
Bohemon VII era el fill de Bohemon VI d'Antioquia i la seva esposa Sibil·la d'Armènia. Com que Bohemon VII era encara menor d'edat en el moment de la seva successió, Sibil·la va actuar com a regent, encara que la regència va ser també reclamada sense èxit per Hug III de Xipre, el parent masculí viu més proper de Bohemon. Sibil·la va nomenar Bartomeu Mansel, bisbe de Tortosa, per actuar com a batlle. Bohemon va passar la seva minoria sota la protecció de Lleó III d'Armènia en la seva cort a Cilícia. Va tornar a Trípoli el 1277 i va fer immediatament la pau amb Qalawun, el soldà mameluc, i va reconèixer Roger de San Severino com a regent a Acre en nom de Carles I d'Anjou que s'havia intitulat rei de Jerusalem. Va eximir els venecians dels drets portuaris, distanciant-se així dels genovesos i els seus aliats.
Al seu retorn, va fer enemics amb la poderosa família Embriaco, que va governar Gibelet a través de Guido II Embriaco. Trípoli era molt feble en aquell moment i es va dividir entre diverses faccions: la facció romana dirigida per Pau de Segni, bisbe de Trípoli, i la facció armènia liderada per Sibil·la i Bartomeu. Pau es va fer amic de Guillem de Beaujeu, el nou gran mestre templer, i després dels Embriaco, que normalment eren contraris als templers. Això va precipitar la primera d'una sèrie de guerres entre Bohemon i els templers. Bohemon primer va cremar els seus edificis a Trípoli. Després, els templers van respondre arrasant el castell comtal de Batrun i atacant Nephin. Bohemon va atacar Gibelet però va ser derrotat i obligat a signar una treva.
El 1278, Guiu de Gibelet i els templers van atacar Trípoli, però es van trobar fora dels murs a Bohemon, que inicialment va ser derrotat, però la flota dels templers composta per dotze galeres va ser dispersada per una tempesta i la flota de Bohemon (de quinze galeres) va atacar i danyar Sidó que era dels templers. Aquesta vegada una treva va ser pactada per Nicolas Lorgue, gran mestre de l'Hospital. L'últim conflicte es va iniciar el gener del 1282, quan els Embriaco van voler prendre per sorpresa Trípoli, però van fracassar i com que el mestre templer era lluny es van refugiar amb els hospitalers, els quals els van lliurar Bohemon amb la condició que els perdonés la vida. Bohemon els va enterrar fins al coll en la sorra a Nephin i els va deixar morir de fam. Aquest últim acte va alinear encara més els genoveses i els Montfort, però Bohemon va vèncer a aquests últims prenent el control de la senyoria del Gibelet.
El 1287, Latakia va ser presa per Qalawun, que va afirmar que com a part d'Antioquia no complia amb les condicions del seu tractat. Bohemon va morir poc després, sense deixar fills de la seva esposa Margarita d'Acre. Trípoli es va sumir en una crisi de successió fins que la seva germana Lucia va arribar d'Europa per prendre el control del comtat.